# Ohanawan
Ohanawan – wieś w Armenii, w prowincji Aragacotn. W 2011 roku liczyła 2312 mieszkańców.